# Rémi Garsau
Rémi Garsau (Marselha, 19 de julho de 1984) é um jogador de polo aquático francês.

## Carreira
Garsau integrou a Seleção Francesa de Polo Aquático que ficou em décimo primeiro lugar nos Jogos Olímpicos de 2016.